# Ромашка (Ганс Крістіан Андерсен)
«Ромашка», «Стокроть», або «Білавка» (дан. Gaaseurten) — казка данського письменника Ганса Крістіана Андерсена 1838 року.

## Сюжет
У заміському будиночку поруч із садочком на горбочку росте ромашка, яка, повернувшись до тепленького сонечка, слухає жайворонка. Поруч також пишаються півонії та тюльпани, але жайворонок йде до ромашки й цілує її своїм дзьобиком. Всім іншим квітам це не подобається, але невдовзі до садка навідується дівчинка з блискучим ножем і зрізає їх по одному, а ромашка непомітно ховається в травичці.
Другого ранку жайворонок, піймавшись, потрапляє у залізну клітку. Ромашка хоче допомогти пташці, але не знає як. Два хлопчики вирізають для жайворонка дернину і разом із нею ромашка опиняється у жайворонка в клітці. У пташки в клітці немає води, а лише дернина і ромашка, яка приємно пахне і прагне хоч трохи розважити пташку. Наступного ранку хлопчики знаходять пташку мертвою і, ллючи сльози, викопують для неї могилку, кладуть її у гарну червону коробочку і справляють похорон. А дернину з ромашкою кидають у куряву."Ніхто й не подумав про ту, що так щиро жайворонка кохала і так жадала бездольцю розваги".

## Переклад українською
Українською мовою казку переклала М. Стариченко